# Single numer jeden w roku 1971 (Japonia)
Notowanie Weekly Singles Chart (jap. 週間シングルチャート Shūkan Shinguru Chāto) przedstawia najlepiej sprzedające się single w Japonii. Publikowane jest ono przez magazyn Oricon Style, a dane kompletowane są przez Oricon w oparciu o cotygodniowe wyniki sprzedaży fizycznej singli. Poniżej znajdują się tabele prezentujące najpopularniejsze single w danych tygodniach w roku 1971.

## Oricon Weekly Singles Chart
| Data            | Utwór                                         | Wykonawca                 | Źródło |
| --------------- | --------------------------------------------- | ------------------------- | ------ |
| 4 stycznia      | „Hashire Kōtarō” (jap. 走れコウタロー)        | Salty Sugar               | [ 1 ]  |
| 11 stycznia     | „Kiri no naka no futari” (jap. 霧の中の二人)  | Mashmakhan                | [ 1 ]  |
| 18 stycznia     | „Kiri no naka no futari” (jap. 霧の中の二人)  | Mashmakhan                | [ 1 ]  |
| 25 stycznia     | „Bōkyō” (jap. 望郷)                           | Shin'ichi Mori            | [ 1 ]  |
| 1 lutego        | „Bōkyō” (jap. 望郷)                           | Shin'ichi Mori            | [ 1 ]  |
| 8 lutego        | „Bōkyō” (jap. 望郷)                           | Shin'ichi Mori            | [ 1 ]  |
| 15 lutego       | „Hanayome” (jap. 花嫁)                        | Norihiko Hashida & Climax | [ 1 ]  |
| 22 lutego       | „Hanayome” (jap. 花嫁)                        | Norihiko Hashida & Climax | [ 1 ]  |
| 1 marca         | „Shiretoko ryojō” (jap. 知床旅情)             | Tokiko Katō               | [ 1 ]  |
| 8 marca         | „Shiretoko ryojō” (jap. 知床旅情)             | Tokiko Katō               | [ 1 ]  |
| 15 marca        | „Shiretoko ryojō” (jap. 知床旅情)             | Tokiko Katō               | [ 1 ]  |
| 22 marca        | „Shiretoko ryojō” (jap. 知床旅情)             | Tokiko Katō               | [ 1 ]  |
| 29 marca        | „Shiretoko ryojō” (jap. 知床旅情)             | Tokiko Katō               | [ 1 ]  |
| 5 kwietnia      | „Shiretoko ryojō” (jap. 知床旅情)             | Tokiko Katō               | [ 1 ]  |
| 12 kwietnia     | „Shiretoko ryojō” (jap. 知床旅情)             | Tokiko Katō               | [ 1 ]  |
| 19 kwietnia     | „Naomi no yume” (jap. ナオミの夢)             | Hedva & David             | [ 1 ]  |
| 26 kwietnia     | „Naomi no yume” (jap. ナオミの夢)             | Hedva & David             | [ 1 ]  |
| 3 maja          | „Naomi no yume” (jap. ナオミの夢)             | Hedva & David             | [ 1 ]  |
| 10 maja         | „Naomi no yume” (jap. ナオミの夢)             | Hedva & David             | [ 1 ]  |
| 17 maja         | „Mata au hi made” (jap. また逢う日まで)       | Kiyohiko Ozaki            | [ 1 ]  |
| 24 maja         | „Mata au hi made” (jap. また逢う日まで)       | Kiyohiko Ozaki            | [ 1 ]  |
| 31 maja         | „Mata au hi made” (jap. また逢う日まで)       | Kiyohiko Ozaki            | [ 1 ]  |
| 7 czerwca       | „Mata au hi made” (jap. また逢う日まで)       | Kiyohiko Ozaki            | [ 1 ]  |
| 14 czerwca      | „Mata au hi made” (jap. また逢う日まで)       | Kiyohiko Ozaki            | [ 1 ]  |
| 21 czerwca      | „Mata au hi made” (jap. また逢う日まで)       | Kiyohiko Ozaki            | [ 1 ]  |
| 28 czerwca      | „Mata au hi made” (jap. また逢う日まで)       | Kiyohiko Ozaki            | [ 1 ]  |
| 5 lipca         | „Mata au hi made” (jap. また逢う日まで)       | Kiyohiko Ozaki            | [ 1 ]  |
| 12 lipca        | „Mata au hi made” (jap. また逢う日まで)       | Kiyohiko Ozaki            | [ 1 ]  |
| 19 lipca        | „Yokohama tasogare” (jap. よこはま・たそがれ) | Hiroshi Itsuki            | [ 1 ]  |
| 26 lipca        | „Watashi no jōkamachi” (jap. わたしの城下町)  | Rumiko Koyanagi           | [ 1 ]  |
| 2 sierpnia      | „Watashi no jōkamachi” (jap. わたしの城下町)  | Rumiko Koyanagi           | [ 1 ]  |
| 9 sierpnia      | „Watashi no jōkamachi” (jap. わたしの城下町)  | Rumiko Koyanagi           | [ 1 ]  |
| 16 sierpnia     | „Watashi no jōkamachi” (jap. わたしの城下町)  | Rumiko Koyanagi           | [ 1 ]  |
| 23 sierpnia     | „Watashi no jōkamachi” (jap. わたしの城下町)  | Rumiko Koyanagi           | [ 1 ]  |
| 30 sierpnia     | „Watashi no jōkamachi” (jap. わたしの城下町)  | Rumiko Koyanagi           | [ 1 ]  |
| 6 września      | „Watashi no jōkamachi” (jap. わたしの城下町)  | Rumiko Koyanagi           | [ 1 ]  |
| 13 września     | „Watashi no jōkamachi” (jap. わたしの城下町)  | Rumiko Koyanagi           | [ 1 ]  |
| 20 września     | „Watashi no jōkamachi” (jap. わたしの城下町)  | Rumiko Koyanagi           | [ 1 ]  |
| 27 września     | „Watashi no jōkamachi” (jap. わたしの城下町)  | Rumiko Koyanagi           | [ 1 ]  |
| 4 października  | „Watashi no jōkamachi” (jap. わたしの城下町)  | Rumiko Koyanagi           | [ 1 ]  |
| 11 października | „Watashi no jōkamachi” (jap. わたしの城下町)  | Rumiko Koyanagi           | [ 1 ]  |
| 18 października | „Ame no Ballad” (jap. 雨のバラード)           | Masayuki Yuhara           | [ 1 ]  |
| 25 października | „Ame no Ballad” (jap. 雨のバラード)           | Masayuki Yuhara           | [ 1 ]  |
| 1 listopada     | „Ame no Ballad” (jap. 雨のバラード)           | Masayuki Yuhara           | [ 1 ]  |
| 8 listopada     | „Ame no midōsuji” (jap. 雨の御堂筋)           | Ouyang Fei Fei            | [ 1 ]  |
| 15 listopada    | „Ame no midōsuji” (jap. 雨の御堂筋)           | Ouyang Fei Fei            | [ 1 ]  |
| 22 listopada    | „Ame no midōsuji” (jap. 雨の御堂筋)           | Ouyang Fei Fei            | [ 1 ]  |
| 29 listopada    | „Ame no midōsuji” (jap. 雨の御堂筋)           | Ouyang Fei Fei            | [ 1 ]  |
| 6 grudnia       | „Ame no midōsuji” (jap. 雨の御堂筋)           | Ouyang Fei Fei            | [ 1 ]  |
| 13 grudnia      | „Ame no midōsuji” (jap. 雨の御堂筋)           | Ouyang Fei Fei            | [ 1 ]  |
| 20 grudnia      | „Ame no midōsuji” (jap. 雨の御堂筋)           | Ouyang Fei Fei            | [ 1 ]  |
| 27 grudnia      | „Ame no midōsuji” (jap. 雨の御堂筋)           | Ouyang Fei Fei            | [ 1 ]  |